# Barbara-Stollen (Turracher Höhe)

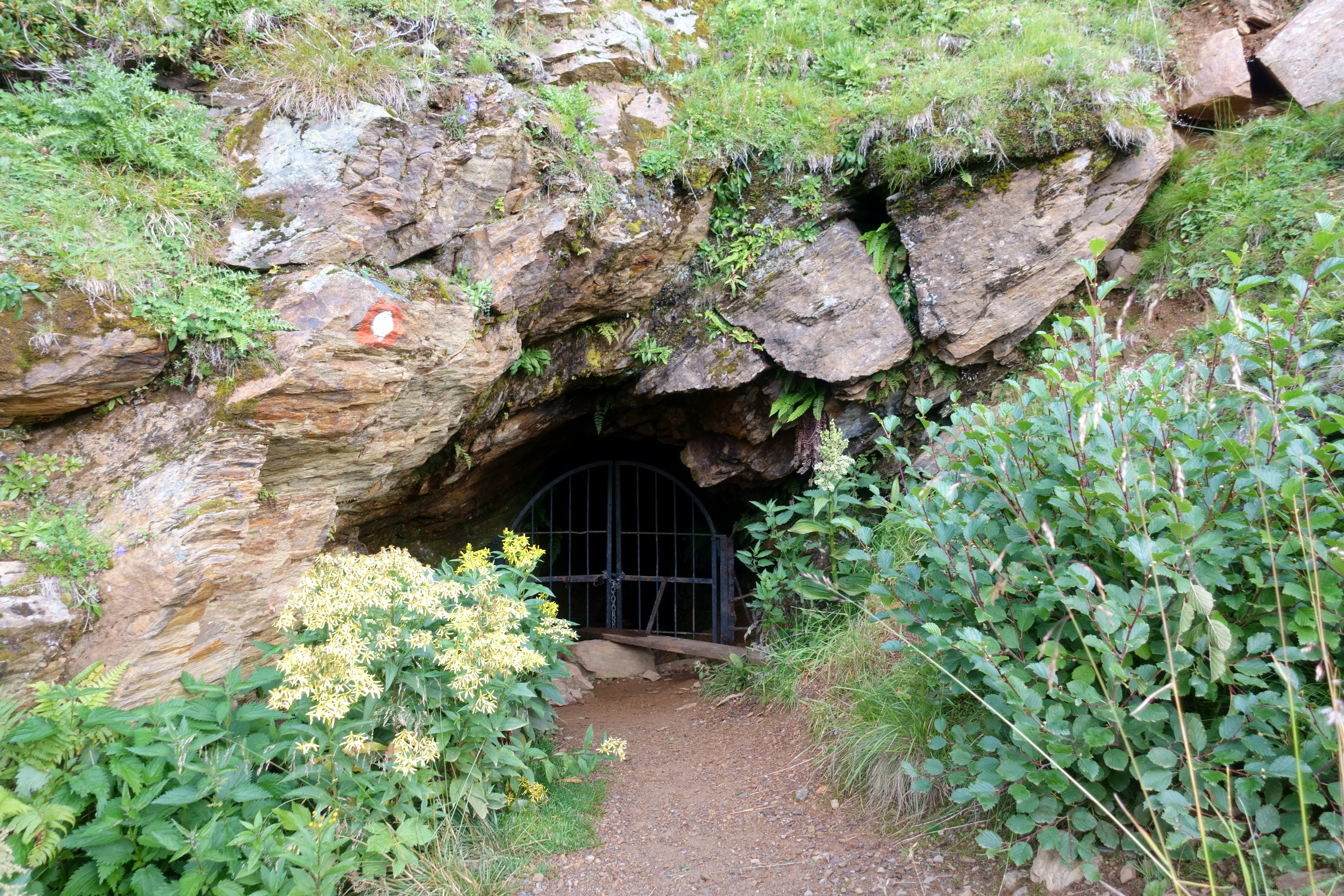
Mundloch des Barbara-Stollens, 2020

Der Barbara-Stollen ist ein ehemaliger Bergwerksstollen auf der Turracher Höhe, Österreich, in dem vom 19. Jahrhundert bis 1939 Cinnabarit abgebaut wurde. Der Stollen liegt im Hohen Kor am Osthang des Rinsennocks auf 1953 m ü. A. und wurde in einem eiszeitlichen Rundhöcker begonnen. Aufgrund der niedrigen Quecksilberkonzentration wurde der Abbau eingestellt. Vor dem Stollen befinden sich Abraumhalden sowie die Überreste der Berghütte.

## Zustieg
Vom Turracher See ist der Stollen entlang des Barbarawegs in etwa einer Stunde Gehzeit zu erreichen.